# Holste (gmina)
Holste – gmina w Niemczech, w kraju związkowym Dolna Saksonia, w powiecie Osterholz, wchodzi w skład gminy zbiorowej Hambergen.